# Зечевићи
Зечевићи су једно од већих црногорских братстава. Распрострањени су широм Црне Горе: Лијева Ријека, Виницка, Врба код Пљеваља, у Бањанима, Жупи Никшићкој, Црмници (православци) и у околини Улциња (мухамеданци). Има их и у Херцеговини, средњој Босни, дуж босанског Подриња, у Босанској Крајини, али и у Хрватској (сјеверна Далмација - околина Книна, Бенковца и Задра и у Славонији). У Србији су насељени у околини Шапца, Ивањице, Чачка, Краљева, Ужица, Ваљева, Прокупља,Смедерева и Ћуприје. Све веже заједничко поријекло које се протеже све до 15. вијека. Најстарије писано свједочанство о Зечевићима садржано је у дефтеру Скадарског санџака из 1454. године (село Речица, данашња Лијева Ријека). Најстарије познато презиме за Зечевиће је Мијомановићи, затим Брајотићи ( потомци Брајоте Брајотића и његових синова: Јована, Тадије и Вука) и тек потом Зечевићи. По једном предању Зечевићи припадају једној од грана породичног стабла Васојевића, од Васовог најмлађег сина Мијомана. Од Зечевића воде поријекло и многа друга братства широм Црне Горе. Слава коју славе је свети Арханђел Михаило. 
Познатији припадници овог братства са простора бивше Југославије су: Вук Брајотић, игуман Мојсије Зечевић, Љубомир Александра Зечевић, Јован Радоша Зечевић, аутор књиге Виницка при САНУ, Владо Зечевић, Војо Зечевић, Лука Зечевић, Ђоко Зечевић, др Владо Зечевић, др Дивна Зечевић, мр Ксенија Зечевић, др Драгослав Зечевић, професор физичке културе и кошаркашки тренер Марко Веселина Зечевић, др Милија Зечевић, Милисав Зечевић, др Александар Зечевић, др Милан Зечевић, др Миодраг Зечевић, др Момчило Зечевић, др Томислав Зечевић, др Добривоје Зечевић, др Михаило Зечевић, др Страхиња Зечевић, мр Душан Зечевић, др Слободан Зечевић, др Пава Зечевић, Срђан Зечевић, др Радоје Зечевић, Станко Зечевић, др Лепосава Зечевић, мр Нада Зечевић, Дејан Зечевић, Предраг Зечевић, Оливера Зечевић, Милош Зечевић(Ћуприја), Драгомир Зечевић, др Горан Зечевић, Срђан Зечевић и Бранка Зечевић (Савино село), др Милутин Мићо Зечевић, Смиљана Зечевић, и Милорад Зечевић,  др Ана М. Зечевић, Милутин Зечевић, Јован Зечевић итд.